# Microbryum vlassovii
Microbryum vlassovii är en bladmossart som beskrevs av Richard Henry Zander 1993. Microbryum vlassovii ingår i släktet pottmossor, och familjen Pottiaceae. Inga underarter finns listade i Catalogue of Life.